# 愛馬物語
愛馬物語（あいばものがたり）は市来宏の小説。幻冬舎・フジテレビが主催する第2回感動ノンフィクション大賞で大賞を受賞し、フジテレビ系列で土曜プレミアムスペシャルドラマとして映像化され、2008年5月3日の21:00～23:10（JST）に放送された。視聴率は5.5%。

## 出演
- 岸谷五朗
- 薬師丸ひろ子
- 関めぐみ
- キムラ緑子
- 戸次重幸
- 佐戸井けん太
- 西村雅彦
- 中村嘉葎雄

- 相島一之
- 田中健
- 北見敏之
- 山口美也子
- 遠山俊也
- 田窪一世
- 能見達也
- 児玉頼信
- 嶋尾康史
- 岡崎宏
- 須田邦裕
- 古川康
- 伴美奈子
- 夏秋佳代子
- 松田沙紀
- 森康子
- 稲垣鈴夏

## スタッフ
- 原作：市来宏
- 脚本：相良敦子
- 演出：若松節朗
- 技術プロデュース：石井勝浩
- 撮影：伊藤清一
- 映像：桜庭武志
- 照明：佐々木宏文
- 録音：矢川祐介
- 編集：新井孝夫
- ライン編集：杉山英希
- 音響効果：赤座聡子
- 選曲：塚田益章
- MA：蜂谷博
- 美術プロデュース：杉川廣明
- 美術進行：宮崎淳一
- メイク：小林真由・小泉尚子
- 装飾：田村康利
- 衣裳：中野晴海
- 持道具：佐々木理恵
- アクリル装飾：中村哲治
- 電飾：森智
- 植木装飾：後藤健
- 広報：正岡高子
- CG：蟻坂歩美
- スチール：副田宏明
- 車輌：ブルーフラッグ
- 乗馬指導：新藤郷子
- 看護指導：石田喜代美
- 演出補：後藤庸介
- 制作担当：高橋浩一郎
- 制作主任：伊藤隆幸
- 記録：寺田まり
- プロデュース補：椋尾由希子
- ロケ協力：鳩山町、弟子屈町経済観光課、北海道航空、AIRDO、日本乗馬倶楽部　ほか
- 協力：バスク、フジアール、ベイシス、フジライティング・アンド・テクノロジイ、ブル、スポット、ナイス・デー、大晃商会、東京衣装　ほか
- 企画：吉田豪
- 協力プロデュース：川上一夫
- プロデュース：土屋健
- 製作：フジテレビ、共同テレビジョン

## 主題歌
- ジェームス・ブラント「carry you home」